# عماد البيتم
عماد البيتم (1979 -) هو مخرج ومصور فلسطيني.

## حياته ونِشأته
ولد في البحرين عام 1979 لعائلة فلسطينية لاجئة إلى لبنان من قرية الشيخ داوود في قضاء عكا في الجليل الأعلى وكانت مقيمة وقتها في البحرين. درس الإخراج المسرحي في الجامعة اللبنانية، والإخراج السينمائي مراسلة مع المدرسة العربية للسينما والتلفزيون
وهو عضو في الإتحاد العام للفنانين الفلسطينيين فرع لبنان منذ عام 2002.

## أعماله في السينما
- لو (فيلم روائي قصير) (مؤلف ومخرج)
- لحظات غامضة (فيلم روائي قصير) (مؤلف ومخرج)
- المدمن (فيلم روائي قصير) (مؤلف ومخرج وممثل)
- إبليس (فيلم تسجيلي) (معد ومخرج)
- ذاكرة المنفى (فيلم تسجيلي) (معد ومخرج)
- من ثقب في عيني أنظر (فيلم) (ممثل) - بطولة
- حكايا في قصص أخرى (فيلم روائي قصير) (ممثل) - بطولة
- جرح الزيتون (ممثل) - بطولة
- باب الشمس-الرحيل والعودة (ممثل) عن رواية الياس خوري إخراج يسري نصر الله
- يا علي (فيلم) (ممثل)
- الطريق إلى الموت (فيلم روائي قصير) (مؤلف ومخرج)
- مخرج 103 (فيلم روائي قصير) مدير تصوير
- يوم التخرج (فيلمين قصيرين بـcast مزدوج) لصالح جامعة عجمان للعلوم والتكنولوجيا

مجموعة أفلام قصيرة نتاج الدوارات التدريبية التي يشرف عليها من تنظيم إدارة مراكز الناشئة / حكومة الشارقة

## أعماله في المسرح
- مسرحية موظف بالوسيط (مؤلف ومخرج وممثل)
- مسرحية الجاكيت يا مجبور (مساعد مخرج وممثل) إخراج محمد الشولي
- مسرحية لما النوم يغادر جفونك (ممثل) إخراج جنى الحسن
- مسرحية المشهد الأخير من المأساة (ممثل)
- مسرحية تيكت (ممثل) إخراج خالد جلال
- مسرحية الأطفال للماء لغة فصيحة (مخرج منفذ ومصمم رقصات وممثل) إخراج عدنان سلوم
- مسرحية الأطفال لغتي هويتي (ممثل)
- مسرحية الأطفال السلحفاة والأرنب (ممثل)
- مسرحية رأس الشليلة (ممثل) تأليف يوسف العاني وإخراج نادين خليفة وسارة خليل
- مسرحية جثة على الرصيف (ممثل) تأليف سعد الله ونوس وإخراج دارين شمس الدين
- مسرحية المقامر (مؤلف ومخرج)
- مسرحية المعطف عن رواية المعطف للكاتب الروسي نيقولاي غوغول (إعداد وإخراج)
- مسرحية العهد عن راوية حارة النصارى للكاتب الفلسطيني نبيل خوري عرضت في مؤتمر القدس المكان والمكانة والمنظم من الاتحاد العام للأدباء والكتاب العرب والمنعقد في أبوظبي (إعداد وإخراج) تمثيل: مجدولين أبو ناموس
- مسرحية طفل الشيطان عن مسرحية فاوست لغوته (إعداد وتمثيل وإخراج)
- مسرحية القبعة والنبي للأديب الفلسطيني غسان كنفاني (إعداد وإخراج)
- مسرحية مقبرة السيارات لفرناندو أرابال (إعداد وإخراج)